# Зу (департамент)
Зу (фр. Zou) — находится в южной части Бенина. Административный центр — город Абомей.

## География
Граничит на западе с Того и департаментом Куффо, на севере — с департаментом Коллинз, на востоке — с департаментом Плато, на юге — с департаментами Атлантический и Уэме.

## Административное деление

Коммуны департамента Зу.

Включает 9 коммун:
- Абомей (фр. Abomey)
- Агбаннизун (фр. Agbangnizoun)
- Бохикон (фр. Bohicon)
- Джиджа (фр. Djidja)
- Загнанадо (фр. Zagnanado)
- Зодогбомей (фр. Zodogbomey)
- За-Кпота (фр. Za-Kpota)
- Кове (фр. Cové)
- Манала (фр. Manala)
- Уини (фр. Ouinhi)